# Главна оперативна група Врховног штаба НОВ и ПОЈ
Главна оперативна група Врховног штаба НОВ и ПОЈ била је привремена формација Народноослободилачке војске Југославије (НОВЈ) формирана на почетку Операције Вајс (Битка на Неретви), а постојала је и током Операције Шварц (Битка на Сутјесци). Формирана је одлуком Врховног штаба НОВ и ПОЈ од јединица Први и Друге пролетерске и Треће ударне дивизије, а касније су у њен састав укључене Седма банијска и Девета далматинска дивизија. Престала је да постоји септембра 1943. формирањем корпуса НОВЈ.
Поозната је и под називима — Ударна група дивизија и Оперативна група дивизија.

## Ратни пут
Главна оперативна група је јануара 1943. добила задатак да с простора западне Босне крене у противофанзиву ка југоистоку, у правцу Херцеговине и Црне Горе. Циљ је био да Главна оперативна група најпре разбије непријатељске снаге у долини Неретве (Четврта непријатељска офанзива), затим продре кроз Херцеговину до реке Дрине и, најзад, преко Црне Горе и Санџака, избије на реку Лим (Пета неприја-тељска офанзива). Приликом продора кроз Херцеговину, Црну Гору и Санџак, Главна оперативна група је требало да разбије италијанско-четничке снаге и да створи слободну територију, у првом реду у Црној Гори и Санџаку, која би послужила као ослонац за продор у Топлицу и Јабланицу.
Одлука о формирању Главне оперативне групе и преношењу тежишта операција НОВЈ ка Србији имала је дубок политички и стратегијски смисао — продор ових крупних снага у источни део Југославије довео би тамо до поновног распламсавања устанка, јер би се тамошњим партизанским јединицама пружила ефикасна помоћ у разбијању окупаторско-недићевско-четничких снага, које су све више узимале маха; поред тога, тиме би се угрозиле и обе главне балканске комуникације: Београд—Солун и Београд—Софија, и то у тренутку кад су Немци очекивали десант западних савезника у Грчкој.
У састав Главне оперативне групе ушле су марта 1943. Седма банијска и Девета далматинска дивизија, а од маја 1943. Шеста источнобосанска и Прва мајевичка бригада. Бројно стање Главне оперативне групе кретало се од 10.000 до 20.000 бораца. Налазила се под непосредном командом Врховног штаба НОВ и ПОЈ.
Главне борбе водила је на рекама Неретви, Дрини, у Санџаку, Црној Гори и Херцеговини, а затим на Сутјесци. У противофанзиви НОВЈ у источној Босни, јун—август 1943. ослободила је Хан-Пијесак, Кладањ, Олово, Власеницу, Сребреницу, Зворник и друга већа насељена места. Престала је да постоји септембра 1943. године.